# شبیه‌ساز کنسول بازی

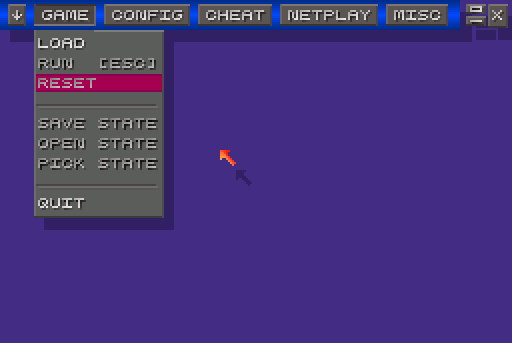
شبیه ساز ZSENS

شبیه‌ساز کنسول بازی (به انگلیسی: Video game console emulator) یک گونه از نرم‌افزار است که به منظور برابرسازی کلی یا جزئی عملکرد یک کنسول بازی ویدئویی در رایانه به‌کار برده می‌شوند.